# San Carlo ai Catinari (titolo cardinalizio)
Il titolo cardinalizio di San Carlo ai Catinari (in latino: Titulus Sancti Caroli ad Catinarios) fu istituito il 17 ottobre 1616 da papa Paolo V in sostituzione di quello di San Biagio dell'Anello. Il titolo fu poi soppresso da papa Urbano VIII nel concistoro del 6 ottobre 1627 e trasferito alla chiesa di San Carlo al Corso.
La chiesa su cui insisteva il titolo fu costruita fra il 1611 ed il 1620, e a ricordo dell'antico titolo fu dedicata ai santi Biagio e Carlo.

## Titolari
- Ottavio Belmosto † (17 novembre 1616 - 16 novembre 1618 deceduto)
- Luigi Capponi † (5 maggio 1621 - 2 maggio 1622 nominato cardinale presbiterio di San Pietro in Vincoli)
- Giovanni Dolfin † (23 agosto 1622 - 25 novembre 1622 deceduto)